# Arktisk lupin
Arktisk lupin (Lupinus arcticus) är en ärtväxtart som beskrevs av Sereno Watson. Enligt Catalogue of Life ingår Arktisk lupin i släktet lupiner och familjen ärtväxter, men enligt Dyntaxa är tillhörigheten istället släktet lupiner och familjen ärtväxter. Arten har ej påträffats i Sverige.

## Underarter
Arten delas in i följande underarter:
- L. a. arcticus
- L. a. canadensis
- L. a. subalpinus

## Bildgalleri

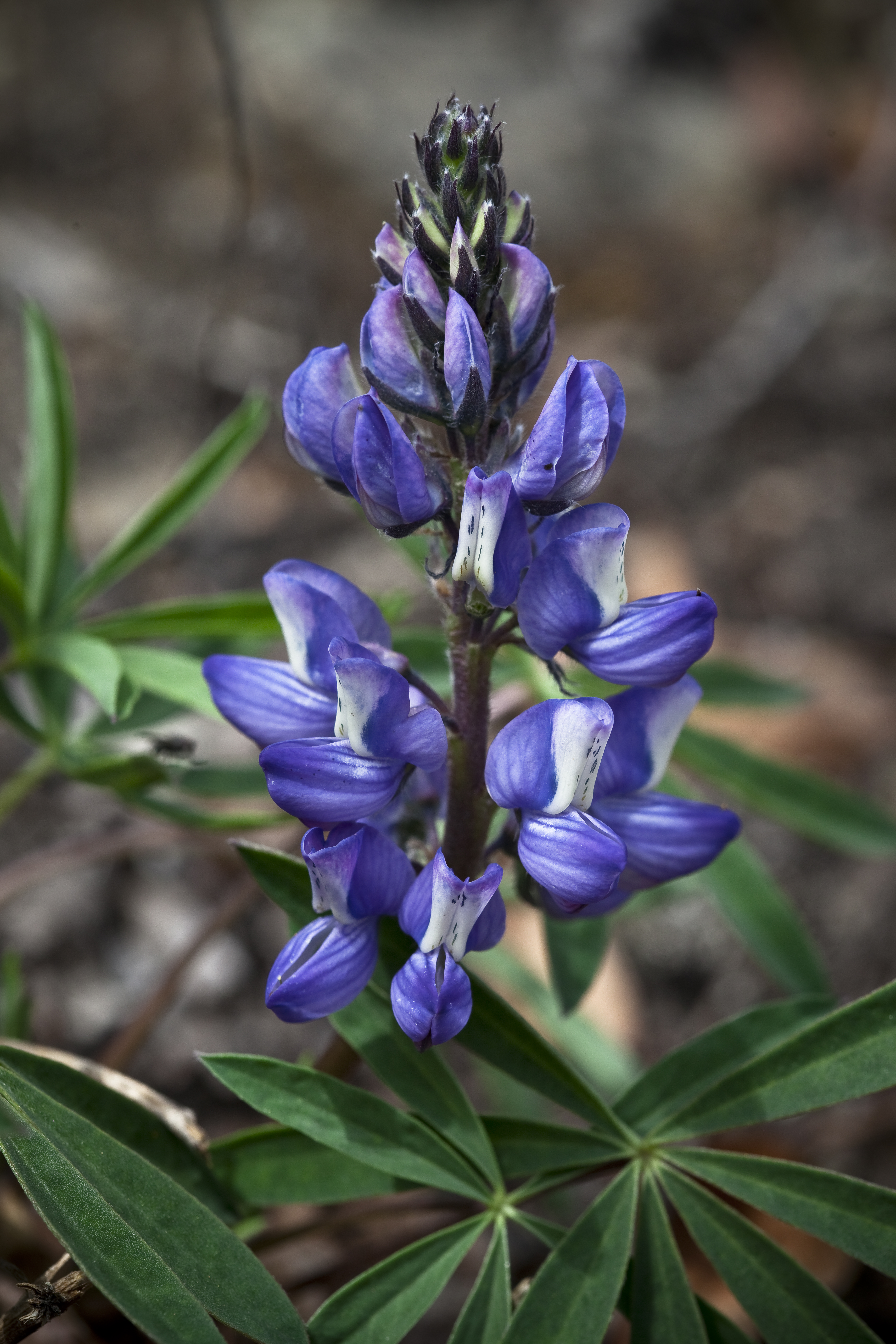
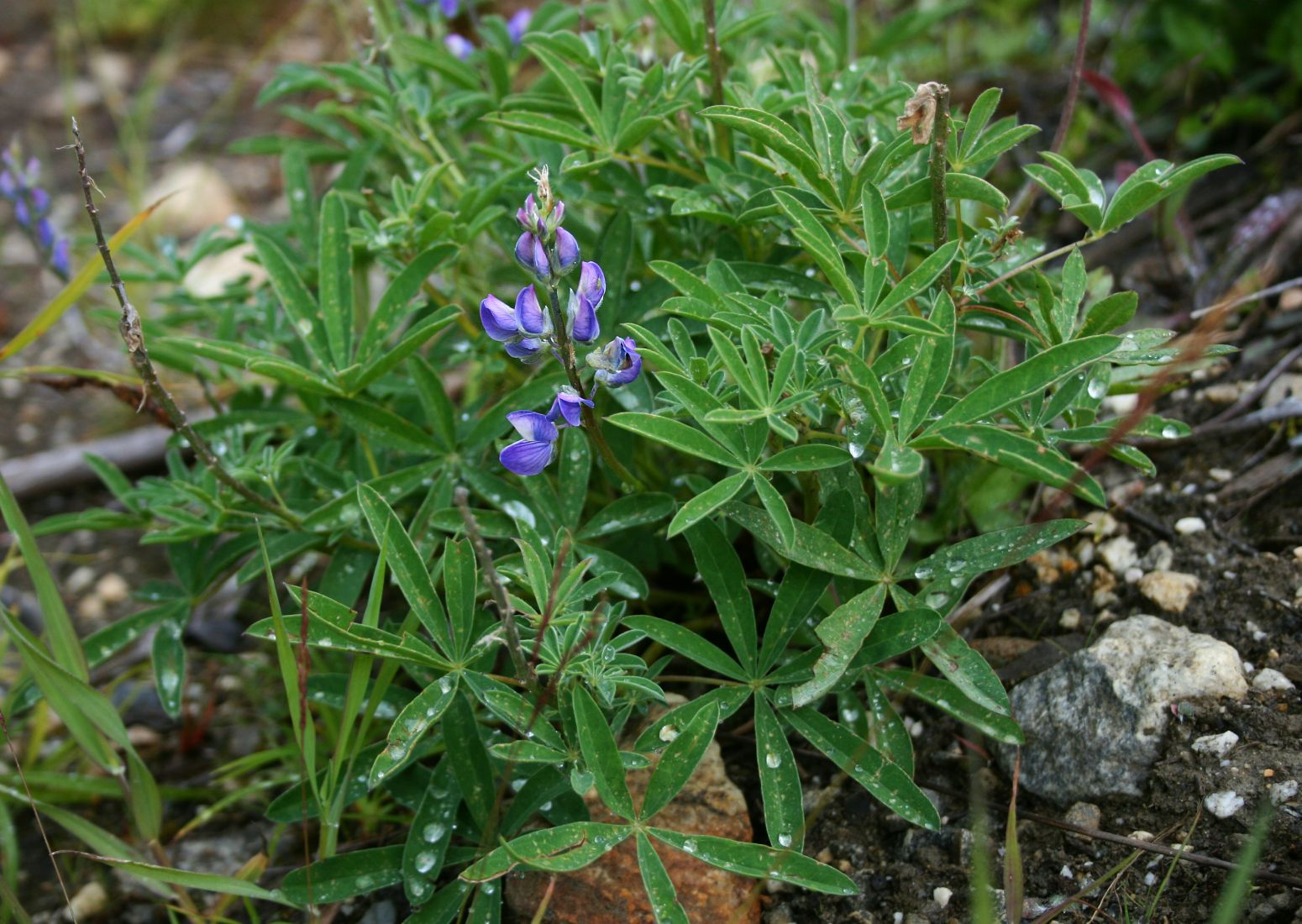
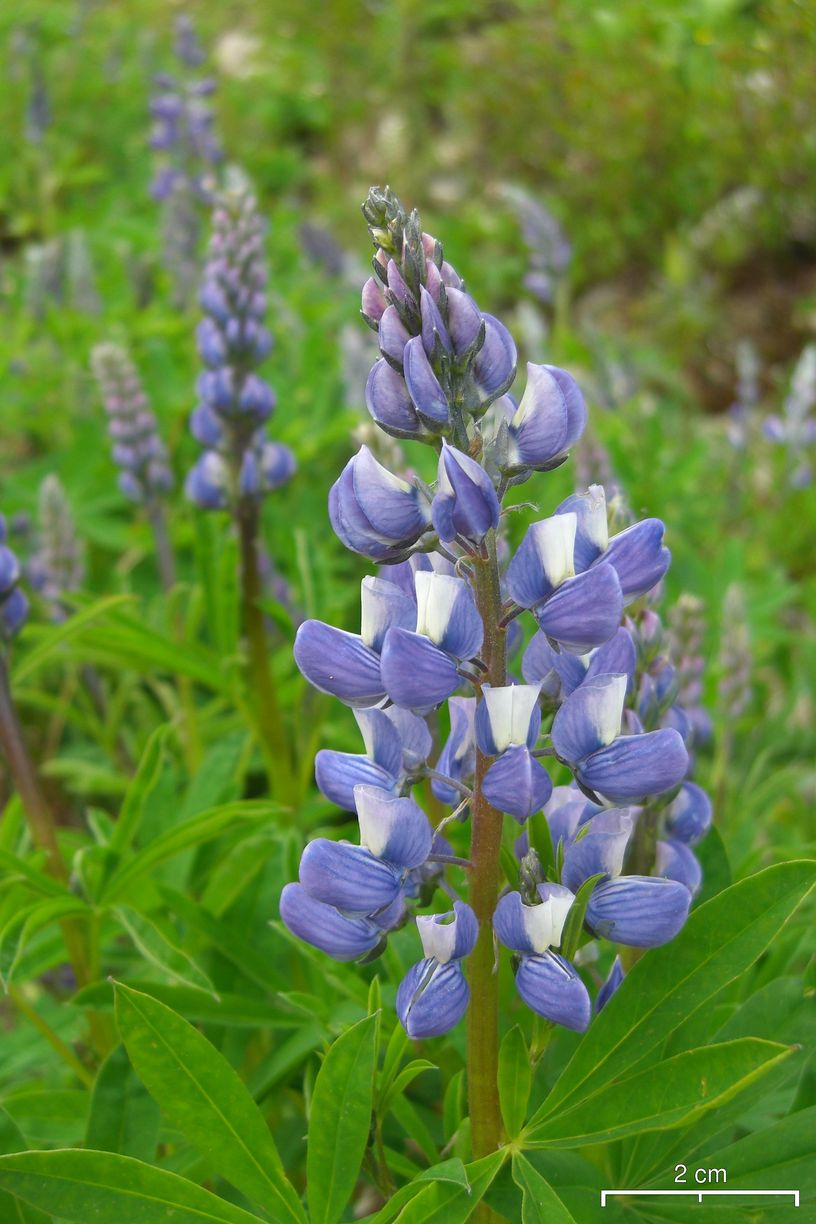